# Diego Velazquez (Schauspieler)
Diego Velazquez (* 5. Dezember 2001 in El Salvador) ist ein US-amerikanischer Kinderdarsteller salvadorianischer Herkunft. Er wurde bekannt durch die Rolle Billy Thunderman in Die Thundermans.

## Filmografie
- 2009: The City of Your Final Destination
- 2010: Ausnahmesituation (Extraordinary Measures)
- 2010: Leverage (Fernsehserie; 2 Episoden)
- 2012: Grimm (Fernsehserie, Episode Of Mouse and Man)
- 2013–2018: Die Thundermans (The Thundermans; Fernsehserie)
- 2014: Voll Vergeistert (Haunted Hathaways; Fernsehserie, Episode Haunted Thundermans)
- 2019: Zoe Valentine
- 2024: Rückkehr der Thundermans
- 2025: Die Thundermans: Undercover (The Thundermans: Undercover, Fernsehserie, 3 Episoden)